# Moffat (Colorado)
Moffat ist eine Stadt (Statutory Town) im Saguache County im Bundesstaat Colorado in den Vereinigten Staaten. Die Stadt liegt im südlich-zentralen Colorado in der Mitte des San Luis Valley.

## Geschichte
In den 1870er Jahren hatte Moffat mehrere Tausend Einwohner und war das Zentrum des Handels- und Frachtnetzwerkes, das aus der Stadt eines der wichtigsten Bergbau- und Viehhaltungsgebiete im südlichen Colorado machte. Bei der Wahl zur Hauptstadt des neuen Bundesstaates Colorado unterlag Moffat nur knapp der Stadt Denver. Zum wirtschaftlichen Niedergang kam es, als die USA einen Prozess mit Mexiko um Wasserrechte verlor und als Folge zur Kompensation des Defizites ein Wasserumleitungssystem baute, das Wasser von der nördlichen Hälfte des San Luis Valley über die zentrale Wasserscheide in den unteren Rio Grande umleitete. Dies führte letztendlich zum Versiegen der Minen und zur Abwanderung der landwirtschaftlichen Industrie in den Westen von Colorado. Die lokale Bevölkerung hat bis heute keinen Zugang zum lokalen Wasser.

## Demografie
Zum Zeitpunkt der Volkszählung im Jahre 2000 (U.S. Census 2000) hatte Moffat 114 Einwohner auf einer Landfläche von 3,6 km². Das Medianalter betrug 45,0 Jahre (nationaler Durchschnitt der USA: 35,3 Jahre). Das Pro-Kopf-Einkommen (engl. per capita income) lag bei US-Dollar 14.388 (nationaler Durchschnitt der USA: US-Dollar 21.587). 25,2 % der Einwohner lagen mit ihrem Einkommen unter der Armutsgrenze (nationaler Durchschnitt der USA: 12,4 %). 17,5 % der Einwohner sind irischer- und 8,8 % deutscher Abstammung. 